# ژنجین
ژنجین (مغولی: Чингим/Chingim؛ ۱۲۴۳ – ۵ ژانویه ۱۲۸۶ (سن ۴۳)) دومین پسر بنیانگذار دودمان یوآن، قوبلای خان و پسر اول همسرش چابی و نوه تولی خان بود. وی در سال ۱۲۷۳ به عنوان ولیعهد قوبلای خان انتخاب شد. راهب ذن بودایی چین این نام را به معنای «طلای واقعی» برای او انتخاب کرد. او به عنوان یکی از حامیان قوی کنفوسیوس شناخته می‌شود.
بر اساس تاریخ یوان، او در ۵ ژانویه ۱۲۸۶، هشت سال قبل از مرگ پدرش قوبلای خان، بر اثر اعتیاد به الکل درگذشت. با این حال، ممکن است به سادگی نوشیدن بیش از حد نوشیدنی نباشد. اندکی قبل از مرگ او، برخی از وزرای دربار می‌خواستند به قوبلای خان پیشنهاد کنند که به دلیل کهولت سن و به دلیل اینکه ژنجین در سراسر امپراتوری بسیار مورد احترام بود، تاج و تخت خود را به شاهزاده ژنجین واگذار کند. با این حال، ژنجین سعی کرد از این اتفاق جلوگیری کند. متأسفانه، قوبلای خان به هر حال متوجه شد و عصبانی شد، که ژنجین را به وحشت انداخت و ممکن است او را به نوشیدن بیش از حد سوق داده باشد.